# Joseph Vürtheim

Zegels met cijfer (1876)

Joseph Vürtheim (Kleef, 23 september 1808 – Rotterdam, 19 juni 1900) was een Duits-Nederlands lithograaf.
Vürtheim ontving zijn opleiding van Alois Senefelder, de uitvinder van de lithografie. Na het voltooien ervan wilde hij naam maken in de Verenigde Staten, maar hij vestigde zich uiteindelijk in Amsterdam.
Voor filatelisten is hij vooral bekend van een aantal postzegelontwerpen, waaronder de cijferreeks die vanaf 1899 verscheen en later in Nederlands-Indië, Suriname en op Curaçao ook werd uitgebracht. Daarnaast ontwierp hij ook Nederlandse bankbiljetten.

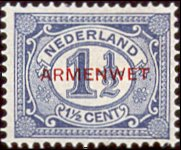
Cijferzegel
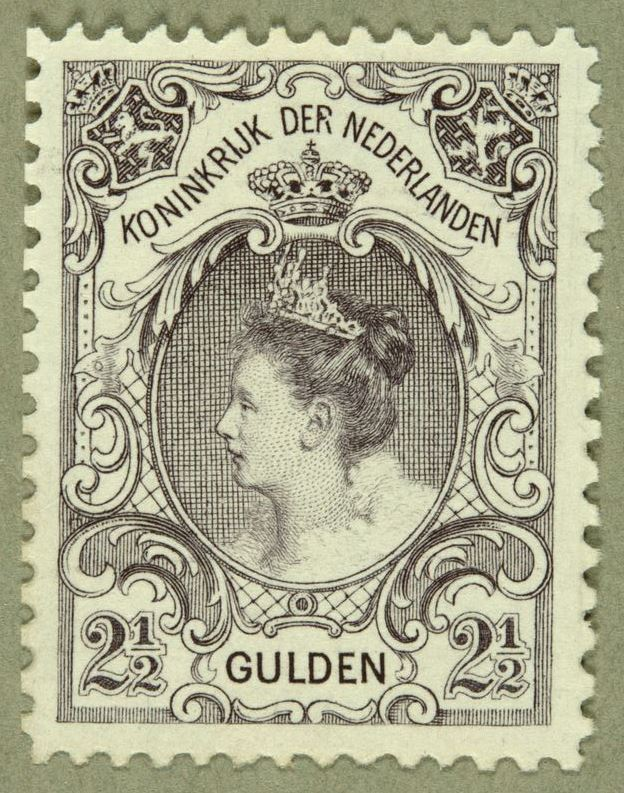
Wilhelmina-zegel (1898)
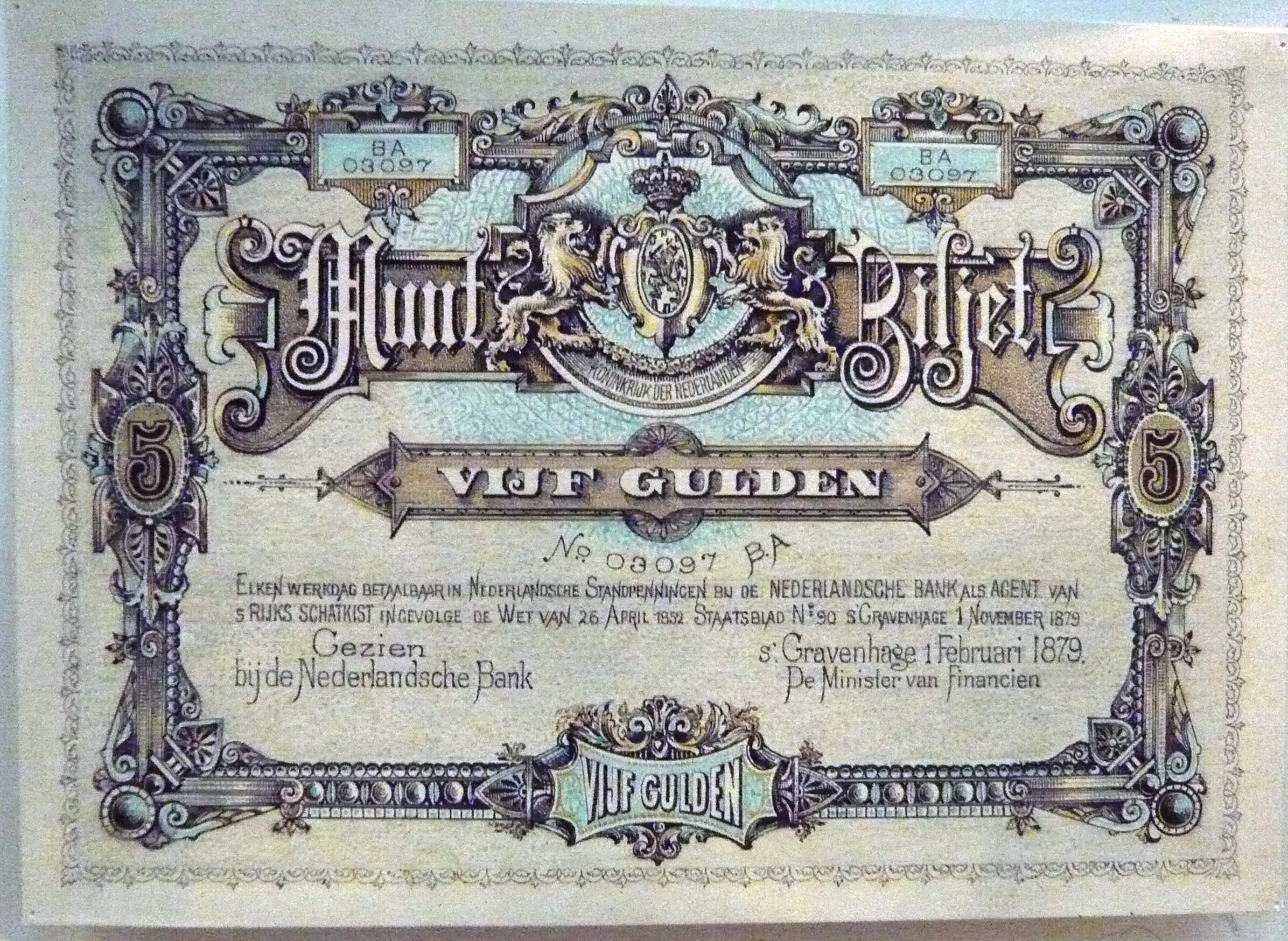
Bankbiljet